# Втрати 132-ї окремої мотострілецької бригади (РФ)
У статті наведено подробиці втрат 132-ї мотострілецької бригади «Беркут» (раніше 3 ОМСБр "Беркут"),  збройного формування 1-го армійського корпусу окупаційних військ РФ на Донбасі.

## Війна на Донбасі
| п/п | Прізвище, ім'я, по батькові                      | Звання, посада                           | Місце смерті           | Дата народження | Дата смерті |
| --- | ------------------------------------------------ | ---------------------------------------- | ---------------------- | --------------- | ----------- |
| 1.  | Звинцев Руслан Володимирович («Русич»)           | рядовий                                  | Булавине               | 09.10.1977      | 26.07.2014  |
| 2.  | Калінін Валентин Васильович («Калина»)           | 2 МСБ                                    | Булавине               | 15.06.1985      | 26.07.2014  |
| 3.  | Алєксєєв Олег Петрович («Кацап»)                 | рядовий, 2-й МСБ                         | м. Вуглегірськ         | 16.09.1971      | 12.08.2014  |
| 4.  | Васильєва Юлія Леонідівна («Стріла»)             | 2-й МСБ                                  | м. Вуглегірськ         | 14.07.1980      | 12.08.2014  |
| 5.  | Куцебов Сергій Сергійович («Голова»)             | 2-1 МСБ                                  | м. Вуглегірськ         | 05.06.1984      | 12.08.2014  |
| 6.  | Малютін Володимир Вікторович («Рись»)            | 2 МСБ                                    | м. Вуглегірськ         | 24.04.1969      | 12.08.2014  |
| 7.  | Радченко Олександр Володимирович («Лисий»)       | 2 МСБ                                    | м. Вуглегірськ         | 07.07.1974      | 12.08.2014  |
| 8.  | Смоляьнов Віталій Юрійович                       | 2 МСБ                                    | Вуглегірськ            | 26.03.1987      | 12.08.2014  |
| 9.  | Гусєв Олександр Юрійович («Дикий/Гусь»)          |                                          | Лисиче                 | 18.12.1986      | 23.08.2014  |
| 10. | Пугін Володимир Миколайович                      | кулеметник, 1-ша МСБ, 1-й МСБ            | поблизу м. Амвросіївка | 07.11.1976      | 20.10.2014  |
| 11. | Александрович Роман Георгієвич                   | мехвод, 1 МСБ 3 МСР 2 взвод 3 відділення | Озерянівка             | 23.08.1979      | 03.11.2014  |
| 12. | Артемов Андрій Геннадійович («Мисливець»)        | 1 МСБ                                    | Озерянівка             | 02.09.1973      | 03.11.2014  |
| 13. | Артемов Артем Геннадійович («Слоник»)            | 1 МСБ                                    | Озерянівка             | 24.05.1982      | 03.11.2014  |
| 14. | Гребенченко Володимир Олександрович («Петрович») | 1 МСБ                                    | Озерянівка             | 04.04.1982      | 03.11.2014  |
| 15. | Долженков Віталій Юрійович («Кум»)               | навідник танка                           | смт Нижня Кринка       | 21.08.1975      | 06.11.2014  |
| 16. | Князєв Володимир («Сталкер»)                     | танкіст                                  | смт. Нижня Кринка      |                 | 06.11.2014  |

## Вторгнення РФ в Україну (2022)
| п/п | Прізвище, ім'я, по батькові     | Звання, посада | Місце смерті         | Дата народження | Дата смерті |
| --- | ------------------------------- | --- | -------------------- | --------------- | ----------- |
| 1.  | Сукасян Роберт Джонієвич        | мінометник 5 розрахунок 2 взводу мінометної батареї 1 батальйону                                                                                     | Волноваха            | 03.05.1990      | 26.02.2022  |
| 2.  | Гусаков Євген Євгенович         | капітан, командир танка 2-го танкового взводу 1 роти танкового батальйону, Герой "ДНР"                                                               | Волноваха            | 19.01.2001      | 27.02.2022  |
| 3.  | Сидоров Олексій Вікторович      | єфрейтор, 2-ий МСБ 6-та МСР 1 взвод 1 відділення, заступник командира БМ-навідник-оператор                                                           |                      | 17.11.1973      | 01.03.2022  |
| 4.  | Дорохов Андрій Володимирович    | лейтенант | м. Волноваха         | 07.07.1994      | 03.03.2022  |
| 5.  | Лизенко Олександр Володимирович | Старший розвідник 2 відділення 2 взводу |                      | 12.02.1973      | 06.03.2022  |
| 6.  | Савостін Сергій Миколайович     | єфрейтор, старший навідник 6 розрахунку зброї 2 гаубичного самохідно-артилерійського взводу 3 батареї гаубичного самохідно-артилерійського дивізіону | поблизу м. Ясинувата | 08.11.1985      | 14.03.2022  |
| 7.  | Орєхов Роман Романович          | рядовий | смт. Верхньоторецьке | 09.01.1999      | 20.03.2022  |
| 8.  | Ситоленко Сергій Геннадійович   | сержант | поблизу м. Авдіївка  | 09.06.1970      | 23.03.2022  |
| 9.  | Савченко Олександр Євгенович    | майор | смт. Верхньоторецьке | 14.12.1991      | 26.03.2022  |
| 10. | Чхун Деніс Миколайович          | лейтенант, командир взводу |                      | 24.03.1977      | 26.03.2022  |
| 11. | Гакало Сергій Олександрович     | єфрейтор, начальник радіостанції Р-142Н Командно-штабної машини взводу управління гаубичного артилерійського дивізіону                               |                      | 16.05.1969      | 28.03.2022  |
| 12. | Пінчук Володимир Петрович       | лейтенант, командир окремого розвідувального взводу 2-го МСБ                                                                                         | смт. Верхньоторецьке | 26.09.1999      | 30.03.2022  |
| 13. | Грабар Владислав Дмитрович      | молодший сержант, механіком-водій (або навідник-оператор) БМП 2 мотострілецького відділення 3 взводу 4 роти 2 мотострілецького батальйону            | смт. Верхньоторецьке | 21.10.1994      | 03.04.2022  |
| 14. | Зозуля Володимир Вікторович     | командир взводу | Новобахмутівка       | 21.08.1982      | 24.04.2022  |
| 15. | Мельников Олег Ігорович         | лейтенант | поблизу м. Горлівка  | 27.06.1997      | 26.04.2022  |
| 16. | Качура Ольга Сергіївна          | полковник, заступниця командира реактивного артилерійського дивізіону                                                                                | м. Горлівка          | 12.05.1970      | 03.08.2022  |
| 17. | Забазнов Володимир Анатолійович | доброволець | поблизу смт. Зайцеве | 30.09.1984      | 18.08.2022  |
| 18. | Веремеєв Олексій Іванович       | підполковник, командир батальону | Херсонська область   | 1965            | 17.09.2022  |
| 19. | Самсонов Данило Сергійович      | рядовий, водій-санітар | Херсонська область   | 13.10.2003      | 23.09.2022  |
| 20. | Наркаєв Ілля Віталійович        | старший стрілець, командир взводу | Горлівка             |                 | 19.11.2023  |